# Hungría en los Juegos Olímpicos de Londres 2012
Hungría estuvo representada en los Juegos Olímpicos de Londres 2012 por un total de 157 deportistas que compitieron en 18 deportes. Responsable del equipo olímpico fue el Comité Olímpico Húngaro, así como las federaciones deportivas nacionales de cada deporte con participación.
El portador de la bandera en la ceremonia de apertura fue el jugador de waterpolo Péter Biros.

## Medallistas
El equipo olímpico de Hungría obtuvo las siguientes medallas:
| Nombre                                                        | Deporte                    | Competición         |
| ------------------------------------------------------------- | -------------------------- | ------------------- |
| Oro                                                           |                            |                     |
| Krisztián Pars                                                | Atletismo                  | Martillo M          |
| Áron Szilágyi                                                 | Esgrima                    | Sable ind. M        |
| Krisztián Berki                                               | Gimnasia artística         | Caballo con arcos M |
| Dániel Gyurta                                                 | Natación                   | 200 m braza M       |
| Éva Risztov                                                   | Natación en aguas abiertas | 10 km F             |
| Rudolf Dombi Roland Kökény                                    | Piragüismo                 | K2 1000 m M         |
| Gabriella Szabó Danuta Kozák Katalin Kovács Krisztina Fazekas | Piragüismo                 | K4 500 m F          |
| Danuta Kozák                                                  | Piragüismo                 | K1 500 m F          |
| Plata                                                         |                            |                     |
| Miklós Ungvári                                                | Judo                       | +66 kg M            |
| Tamás Lőrincz                                                 | Lucha grecorromana         | 66 kg M             |
| Zoltán Kammerer Dávid Tóth Tamás Kulifai Dániel Pauman        | Piragüismo                 | K4 1000 m M         |
| Katalin Kovács Natasa Janics                                  | Piragüismo                 | K2 500 m F          |
| Bronce                                                        |                            |                     |
| Éva Csernoviczki                                              | Judo                       | +48 kg F            |
| Péter Módos                                                   | Lucha grecorromana         | 55 kg M             |
| Gábor Hatos                                                   | Lucha libre                | 74 kg M             |
| László Cseh                                                   | Natación                   | 200 m estilos M     |
| Ádám Marosi                                                   | Pentatlón moderno          | Individual M        |
| Natasa Janics                                                 | Piragüismo                 | K1 200 m F          |